# 후안 파블로 라바

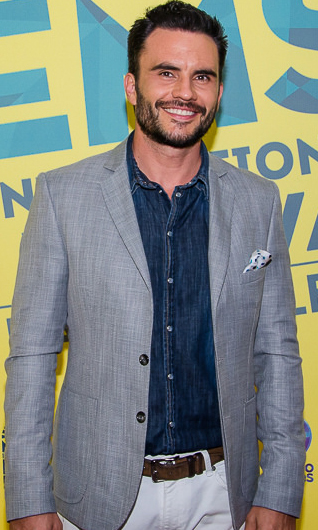

후안 파블로 라바(Juan Pablo Raba, 1977년 1월 13일 ~ )는 아르헨티나의 배우, 모델, 텔레비전 배우이다.
보고타에서 태어났다.

## 방송
- 식스
- 에이전트 오브 쉴.드. 시즌3
- 나르코스

## 영화
- 마크맨 (2021년) - 마우리코 역
- 아이 엠 마더 (2018년) - 디에고 가르시아 역
- 엔테베 작전 (2018년) - 후안 파블로 역
- 샷 콜러 (2017년) - 허만 고메즈 역
- 식스 (2016년)
- 나르코스 시즌1 (2015년) - 구스타보 역